# Leiomitra tomentosa
Leiomitra tomentosa là một loài rêu tản trong họ Trichocoleaceae. Loài này được (Sw.) Lindb. miêu tả khoa học lần đầu tiên năm 1875.